# Zelinskiy (cràter)
Zelinskiy és un cràter d'impacte pertanyent a la cara oculta de la Lluna. Està situat a la vora nord del Mare Ingenii, amb el cràter de forma estranya Van de Graaff en la vora est, i el cràter inundat de lava Thomson a menys d'un diàmetre cap al sud.

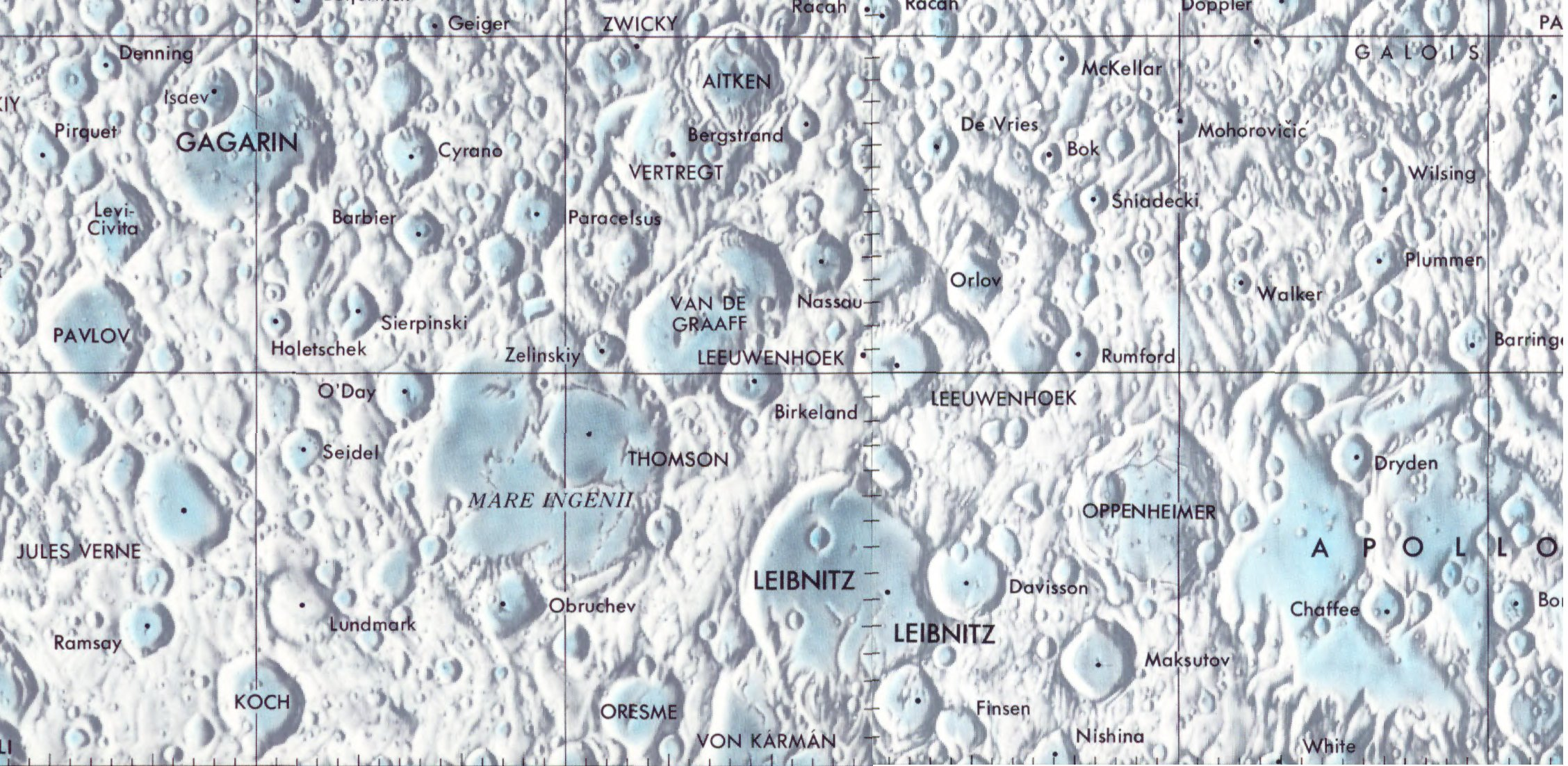
Localització de Zelinskiy (centre de la imatge)
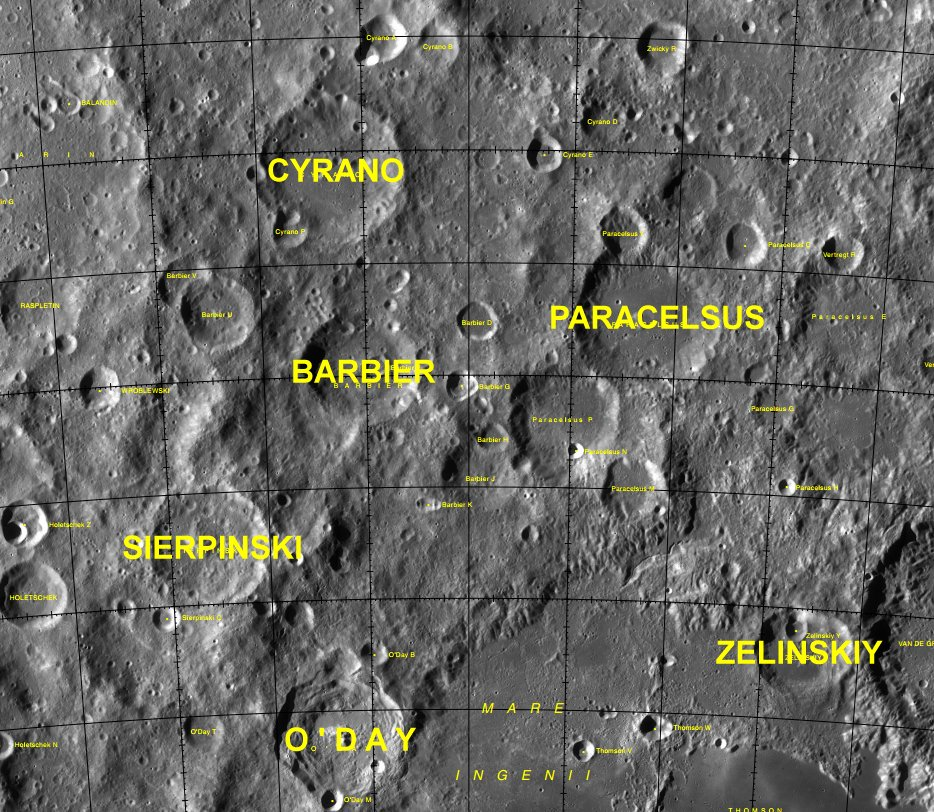
Rodalies de Zelinskiy (cantonada inferior dreta de la imatge)
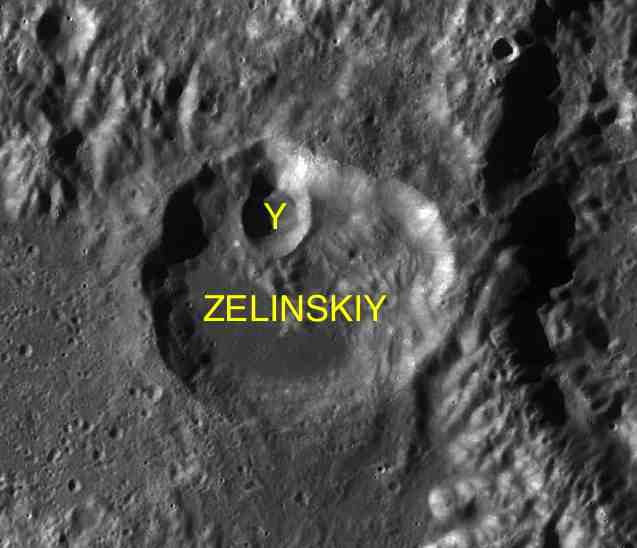
Cràters satèl·lits

Aquest cràter és una mica el·líptic, amb una vora allargada cap a l'est. Moltes parts de la vora no han estat erosionades significativament per successius impactes, encara que un petit cràter jeu sobre la paret interior a l'extrem nord del sòl interior. El sòl està relativament anivellat al sud i l'oest, amb algunes irregularitats en la superfície cap al nord-est.

## Cràters satèl·lits
Per convenció aquests elements són identificats en els mapes lunars posant la lletra en el costat del punt central del cràter que està més proper a Zelinskiy.
| Zelinskiy | Coordenades                            | Diàmetre |
| --------- | -------------------------------------- | -------- |
| Y         | 28° 30′ S, 166° 36′ E / 28.5°S,166.6°E | 13 km    |